# Peter Fehse
Peter Fehse (Halle, 18 maggio 1983) è un ex cestista tedesco.

## Carriera
È stato selezionato dai Seattle SuperSonics al secondo giro del Draft NBA 2002 (49ª scelta assoluta).

## Palmarès
- FIBA Europe Cup: 1

Mitteldeutscher: 2003-04